# Hassi Ben Okba
Hassi Ben Okba (în arabă حاسي بن عقبة) este o comună din provincia Provincia Oran, Algeria.
Populația comunei este de 13.905 locuitori (2009).